# Championnats du monde masculins de VTT de descente
La descente masculine est une des épreuves au programme des championnats du monde de VTT de descente. Elle est organisée depuis les championnats inauguraux de 1990.
Un championnat du monde réservé aux juniors (17/18 ans) est également créé en 1990.

## Palmarès élites

### Médaillés
| Année                    | Or               | Argent            | Bronze              |
| ------------------------ | ---------------- | ----------------- | ------------------- |
| 1990 Durango             | Greg Herbold     | Mike Kloser       | Paul Thomasberg     |
| 1991 Ciocco              | Albert Iten      | John Tomac        | Glen Adams          |
| 1992 Bromont             | Dave Cullinan    | Jimmy Deaton      | Christian Taillefer |
| 1993 Métabief            | Mike King        | Paolo Caramellino | Myles Rockwell      |
| 1994 Vail                | François Gachet  | Tommy Johansson   | Corrado Hérin       |
| 1995 Kirchzarten         | Nicolas Vouilloz | François Gachet   | Mike King           |
| 1996 Cairns              | Nicolas Vouilloz | Shaun Palmer      | Bas de Bever        |
| 1997 Château-d'Œx        | Nicolas Vouilloz | John Tomac        | Cédric Gracia       |
| 1998 Mont Sainte-Anne    | Nicolas Vouilloz | Gerwin Peters     | Mickael Pascal      |
| 1999 Åre                 | Nicolas Vouilloz | Mickael Pascal    | Eric Carter         |
| 2000 Sierra Nevada       | Myles Rockwell   | Steve Peat        | Mickael Pascal      |
| 2001 Vail                | Nicolas Vouilloz | Steve Peat        | Greg Minnaar        |
| 2002 Kaprun              | Nicolas Vouilloz | Steve Peat        | Chris Kovarik       |
| 2003 Lugano              | Greg Minnaar     | Mickael Pascal    | Fabien Barel        |
| 2004 Les Gets            | Fabien Barel     | Greg Minnaar      | Sam Hill            |
| 2005 Livigno             | Fabien Barel     | Sam Hill          | Greg Minnaar        |
| 2006 Rotorua             | Sam Hill         | Greg Minnaar      | Nathan Rennie       |
| 2007 Fort William        | Sam Hill         | Fabien Barel      | Gee Atherton        |
| 2008 Val Di Sole         | Gee Atherton     | Steve Peat        | Sam Hill            |
| 2009 Canberra            | Steve Peat       | Greg Minnaar      | Michael Hannah      |
| 2010 Mont-Sainte-Anne    | Sam Hill         | Steve Smith       | Greg Minnaar        |
| 2011 Champéry            | Danny Hart       | Damien Spagnolo   | Samuel Blenkinsop   |
| 2012 Leogang             | Greg Minnaar     | Gee Atherton      | Steve Smith         |
| 2013 Pietermaritzburg    | Greg Minnaar     | Michael Hannah    | Jared Graves        |
| 2014 Lillehammer-Hafjell | Gee Atherton     | Josh Bryceland    | Troy Brosnan        |
| 2015 Vallnord            | Loïc Bruni       | Greg Minnaar      | Josh Bryceland      |
| 2016 Val di Sole         | Danny Hart       | Laurie Greenland  | Florent Payet       |
| 2017 Cairns              | Loïc Bruni       | Michael Hannah    | Aaron Gwin          |
| 2018 Lenzerheide         | Loïc Bruni       | Martin Maes       | Danny Hart          |
| 2019 Mont-Sainte-Anne    | Loïc Bruni       | Troy Brosnan      | Amaury Pierron      |
| 2020 Leogang             | Reece Wilson     | David Trummer     | Rémi Thirion        |
| 2021 Val di Sole         | Greg Minnaar     | Benoît Coulanges  | Troy Brosnan        |
| 2022 Les Gets            | Loïc Bruni       | Amaury Pierron    | Loris Vergier       |
| 2023 Fort William        | Charlie Hatton   | Andreas Kolb      | Laurie Greenland    |
| 2024 Pal Arinsal         | Loris Vergier    | Benoît Coulanges  | Finn Iles           |

### Tableau des médailles
| Rang | Coureur          | Or | Argent | Bronze | Total |
| ---- | ---------------- | -- | ------ | ------ | ----- |
| 1    | Nicolas Vouilloz | 7  | 0      | 0      | 7     |
| 2    | Loïc Bruni       | 5  | 0      | 0      | 5     |
| 3    | Greg Minnaar     | 4  | 4      | 3      | 11    |
| 4    | Samuel Hill      | 3  | 1      | 2      | 6     |
| 5    | Gee Atherton     | 2  | 1      | 1      | 4     |
| 5    | Fabien Barel     | 2  | 1      | 1      | 4     |
| 7    | Danny Hart       | 2  | 0      | 1      | 3     |
| 8    | Steve Peat       | 1  | 4      | 0      | 5     |
| 9    | François Gachet  | 1  | 1      | 0      | 2     |
| 10   | Mike King        | 1  | 0      | 1      | 2     |
| 10   | Myles Rockwell   | 1  | 0      | 1      | 2     |
| 10   | Loris Vergier    | 1  | 0      | 1      | 2     |

| Rang | Nation           | Or | Argent | Bronze | Total |
| ---- | ---------------- | -- | ------ | ------ | ----- |
| 1    | France           | 16 | 8      | 9      | 33    |
| 2    | Grande-Bretagne  | 7  | 7      | 4      | 18    |
| 3    | États-Unis       | 4  | 5      | 6      | 15    |
| 4    | Afrique du Sud   | 4  | 4      | 3      | 11    |
| 5    | Australie        | 3  | 4      | 8      | 15    |
| 6    | Suisse           | 1  | 0      | 0      | 1     |
| 7    | Autriche         | 0  | 2      | 0      | 2     |
| 8    | Canada           | 0  | 1      | 2      | 3     |
| 9    | Italie           | 0  | 1      | 1      | 2     |
| 9    | Pays-Bas         | 0  | 1      | 1      | 2     |
| 11   | Belgique         | 0  | 1      | 0      | 1     |
| 11   | Suède            | 0  | 1      | 0      | 1     |
| 13   | Nouvelle-Zélande | 0  | 0      | 1      | 1     |
| Tot. |                  | 35 | 35     | 35     | 105   |

## Palmarès juniors

### Médaillés
| Année                    | Or                 | Argent              | Bronze                |
| ------------------------ | ------------------ | ------------------- | --------------------- |
| 1990 Durango             | Joey Irwin         | David Hemming       | Dwayne Norris         |
| 1991 Ciocco              | Bruno Zanchi       | Tomas Misser        | Werner De Ceuster     |
| 1992 Bromont             | Nicolas Vouilloz   | Tomas Misser        | Thomas Damiani        |
| 1993 Métabief            | Nicolas Vouilloz   | Marcus Klausmann    | Karim Amour           |
| 1994 Vail                | Nicolas Vouilloz   | Pau Misser          | Cédric Gracia         |
| 1995 Kirchzarten         | Cédric Gracia      | Marcus Klausmann    | Florent Poussin       |
| 1996 Cairns              | Andy Bueler        | Cédric Gracia       | Maxime Gardella       |
| 1997 Château-d'Œx        | Mickael Pascal     | David Vázquez López | Tobias Westman        |
| 1998 Mont Sainte-Anne    | Fabien Barel       | Franck Parolin      | Nathan Rennie         |
| 1999 Åre                 | Nathan Rennie      | David Wardell       | Jared Rando           |
| 2000 Sierra Nevada       | Julien Poomans     | Michael Hannah      | Jean-Paul Labossière  |
| 2001 Vail                | Benjamin Cory      | Julien Camellini    | Sam Hill              |
| 2002 Kaprun              | Sam Hill           | Gee Atherton        | Justin Havukainen     |
| 2003 Lugano              | Sam Hill           | Gee Atherton        | Cyrille Kurtz         |
| 2004 Les Gets            | Romain Saladini    | Florent Payet       | Kyle Strait           |
| 2005 Livigno             | Amiel Cavalier     | Brendan Fairclough  | Liam Panozzo          |
| 2006 Rotorua             | Cameron Cole       | Samuel Blenkinsop   | Antoine Badouard      |
| 2007 Fort William        | Ruaridh Cunningham | John Swanguen       | Matthew Scoles        |
| 2008 Val Di Sole         | Josh Bryceland     | Sam Dale            | Rémi Thirion          |
| 2009 Canberra            | Brook MacDonald    | Shaun O'Connor      | Danny Hart            |
| 2010 Mont-Sainte-Anne    | Troy Brosnan       | Neko Mulally        | Lewis Buchanan        |
| 2011 Champéry            | Troy Brosnan       | David Trummer       | Guillaume Cauvin      |
| 2012 Leogang             | Loïc Bruni         | Richard Rude        | Connor Fearon         |
| 2013 Pietermaritzburg    | Richard Rude       | Loris Vergier       | Michael Jones         |
| 2014 Lillehammer-Hafjell | Loris Vergier      | Laurie Greenland    | Jacob Dickson         |
| 2015 Vallnord            | Laurie Greenland   | Martin Maes         | Jackson Frew          |
| 2016 Val di Sole         | Finn Iles          | Magnus Manson       | Gaëtan Vigé           |
| 2017 Cairns              | Matt Walker        | Joe Breeden         | Max Hartenstein       |
| 2018 Lenzerheide         | Kade Edwards       | Kye A'Hern          | Elliot Jamieson       |
| 2019 Mont-Sainte-Anne    | Kye A'Hern         | Antoine Vidal       | Tuhoto-Ariki Pene     |
| 2020 Leogang             | Oisin O'Callaghan  | Daniel Slack        | James Elliott         |
| 2021 Val di Sole         | Jackson Goldstone  | Jordan Williams     | Lachlan Stevens-McNab |
| 2022 Les Gets            | Jordan Williams    | Remy Meier-Smith    | Davide Cappello       |
| 2023 Fort William        | Henri Kiefer       | Bodhi Kuhn          | Léo Abella            |
| 2024 Pal Arinsal         | Asa Vermette       | Max Alran           | Bode Burke            |

### Tableau des médailles
| Rang | Coureur          | Or | Argent | Bronze | Total |
| ---- | ---------------- | -- | ------ | ------ | ----- |
| 1    | Nicolas Vouilloz | 3  | 0      | 0      | 3     |
| 2    | Sam Hill         | 2  | 0      | 1      | 3     |
| 3    | Troy Brosnan     | 2  | 0      | 0      | 2     |
| 4    | Cédric Gracia    | 1  | 1      | 1      | 3     |
| 5    | Kye A'Hern       | 1  | 1      | 0      | 2     |
| 5    | Laurie Greenland | 1  | 1      | 0      | 2     |
| 5    | Richard Rude     | 1  | 1      | 0      | 2     |
| 5    | Loris Vergier    | 1  | 1      | 0      | 2     |
| 5    | Jordan Williams  | 1  | 1      | 0      | 2     |

| Rang  | Nation           | Or | Argent | Bronze | Total |
| ----- | ---------------- | -- | ------ | ------ | ----- |
| 1     | France           | 10 | 7      | 11     | 28    |
| 2     | Australie        | 8  | 4      | 8      | 20    |
| 3     | Grande-Bretagne  | 6  | 10     | 4      | 20    |
| 4     | États-Unis       | 3  | 3      | 2      | 8     |
| 5     | Canada           | 2  | 2      | 1      | 5     |
| 6     | Nouvelle-Zélande | 2  | 1      | 3      | 7     |
| 7     | Allemagne        | 1  | 2      | 1      | 4     |
| 8     | Italie           | 1  | 0      | 2      | 3     |
| 9     | Irlande          | 1  | 0      | 1      | 2'    |
| 10    | Suisse           | 1  | 0      | 0      | 1     |
| 11    | Espagne          | 0  | 4      | 0      | 4     |
| 12    | Belgique         | 0  | 1      | 1      | 2     |
| 13    | Autriche         | 0  | 1      | 0      | 1     |
| 14    | Suède            | 0  | 0      | 1      | 1     |
| Total | Total            | 35 | 35     | 35     | 105   |